# Економіка шумерів
Економіка шумерів базувалася на контролі зрошуваних земель, централізованій системі розподілу продукції і широкому використанні писемних облікових записів. Виникнення клинопису було пов’язане саме з обліком врожаїв, ресурсів і плат за роботу – так, найдавніші таблички фіксують поставки ячменю та пшениці. Загалом шумерська економіка забезпечувала високий рівень надлишків: зерно і продукти тваринництва формували основне багатство держави.
Найдавніша і найрозвиненіша урбанізована цивілізація Шумер існувала на півдні Межиріччя від епохи Урук (прибл. 4000–3100 рр. до н.е.) до падіння III династії Ура (прибл. 2000 р. до н.е.) і внесла значний вклад в формування інших цивілізацій.

## Сільське господарство

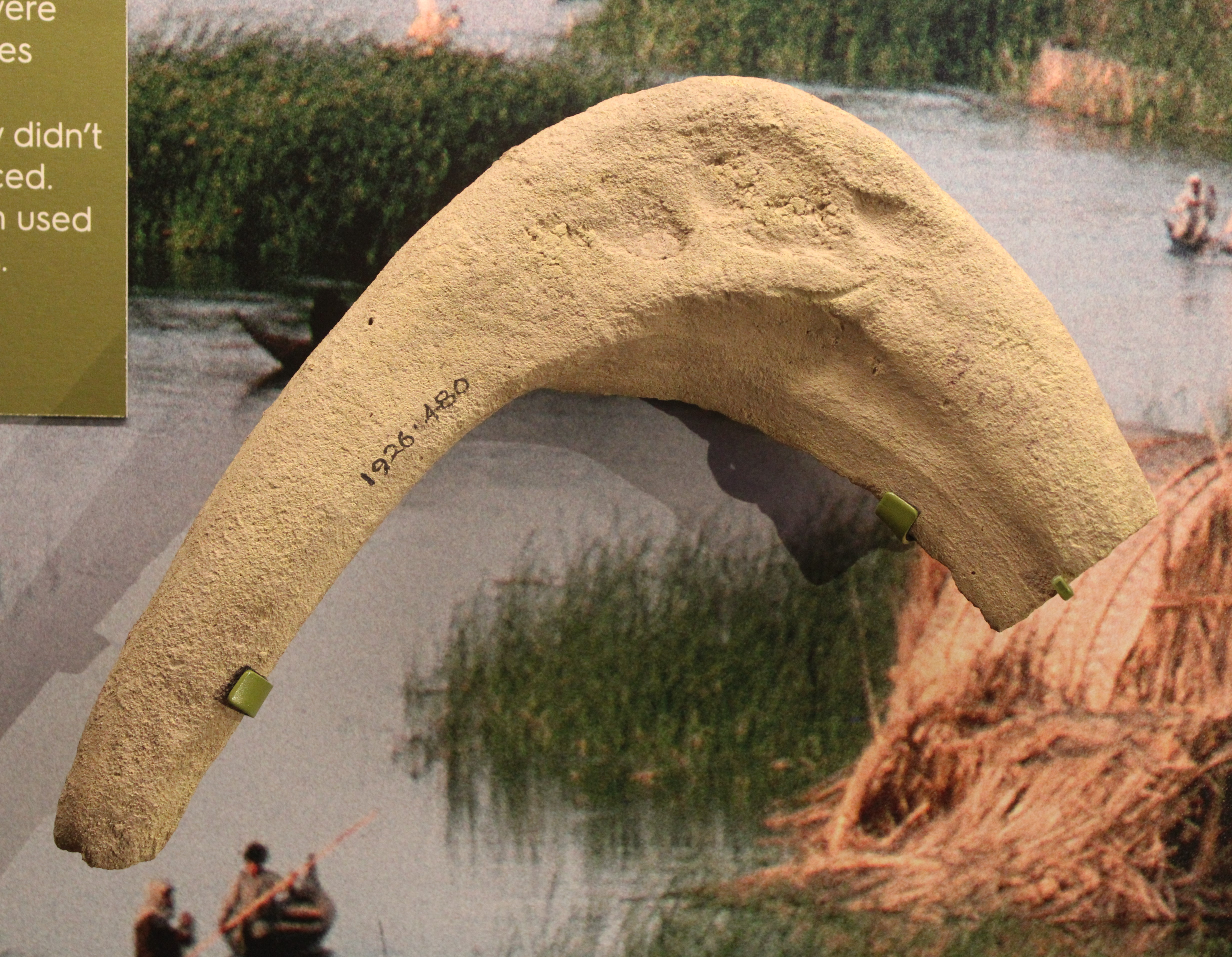
Серп жниваря, 3000 р. до н. е. Випалена глина. Ірак.

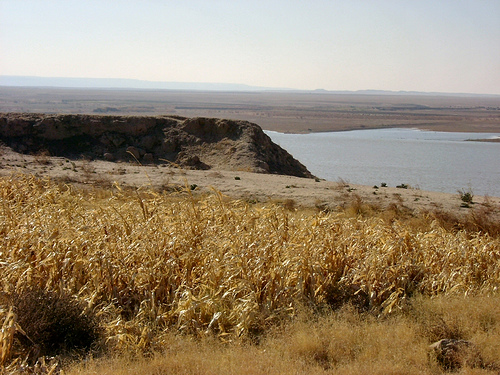
Поле зернових поблизу Євфрату на північному заході сучасного Іраку.

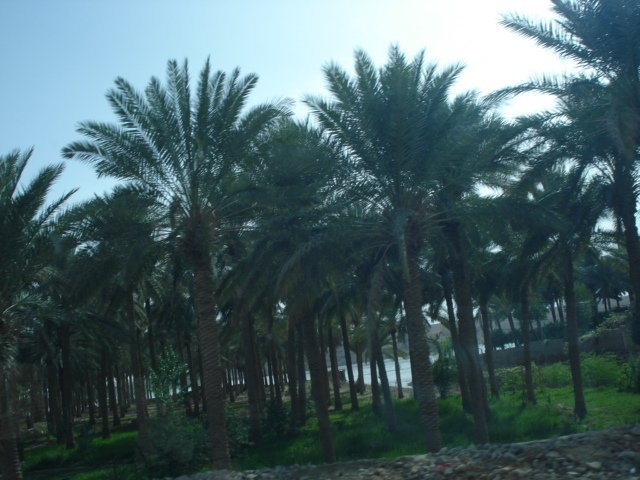
Фініковий гай біля річки Євфрат у Багдаді, Ірак.

Населення займалося мисливством, збиранням, а також поступово опановувало скотарство і вирощування злакових культур. Згодом люди дедалі більше покладалися на одомашнених тварин і хліборобство. Перші згадки про використання плуга з’являються лише наприкінці IV тис. до н.е. у вигляді піктограм на глиняних табличках з Урука. Це було рало — просте дерев’яне знарядя, яке прорізало борозну в ґрунті, не перевертаючи його. Такий плуг залишався майже незмінним упродовж всієї історії Месопотамії. Його тягли воли. Від 2300 р. до н.е. зустрічаються зображення насіннєвих плугів — з лійкою, через яку насіння одразу засівалося в борозну.

### Землеробство
Шумери успішно освоїли зрошуване землеробство в посушливому південному Межиріччі. Вирощували переважно ячмінь та пшеницю – основні зернові, а також просо, емер (полбу) та інші злаки. Перевагу надавали ячменю через його стійкість до солонцюватих ґрунтів і відносно більший врожай. Дослідження показали, що ячмінь краще себе почуває на низькородючому ґрунті та в умовах обмеженого поливу. До винайдення іригації, інтенсивне землеробство часто виснажувало ґрунти, спричиняючи деградацію земель і занепад господарств.
Система поливних каналів та дамб дозволяла стабільно вирощувати ці культури, забезпечуючи утворення продуктового надлишку. Недавні археологічні дослідження показали, що навколо древнього храмового центру Еріду існувала складна мережа зрошувальних каналів – понад 200 великих каналів і близько 700 малих, що зв’язували сотні господарств. З часом ця мережа охоплювала значну частину південного Межиріччя, де через недостатню кількість опадів сільське господарство було можливим лише завдяки штучному зрошенню.
Сільськогосподарський рік розпочинався наприкінці жовтня або в листопаді з оранки та сівби, коли очікували на зимові дощі. У разі затримки опадів виникала загроза голоду, тому чиновники регулярно звітували царю про стан врожаю та кількість опадів. Збір урожаю відбувався наприкінці квітня – у червні. Весняні повені, спричинені таненням снігів у горах, припадали на період дозрівання врожаю, тож надлишок води спрямовували в заболочені чи непридатні для обробітку землі. Більшість селян користувалися знаряддями праці з місцевих матеріалів — глини, каменю і дерева. Працівникам храмових і царських маєтків з III тис. до н.е. іноді видавали мідні або бронзові інструменти, а з I тис. до н.е. — залізні, хоча метал був цінним ресурсом і жорстко контролювався.

### Рослинництво
Рослинництво супроводжувалося культивацією плодових дерев, особливо фінікової пальми, а також овочів і бобових (горох, сочевиця, цибуля, часник, салат, ріпа, огірки тощо). Фінікова пальма була важливою культурою: з її плодів робили солодкий «пальмовий мед» (𒋭; шумер. lal), а також застосовували штучне запилення дерев. Згодом з'явилися й інші культури: буряк, груші, гранати, горіхи та різні трави.
З приблизно 4000 р. до н.е. люди почали використовувати молоко овець, кіз і корів для виготовлення масла. М’ясо вживалося переважно заможними верствами — це була розкіш, доступна не кожному. Їли баранину, козлятину, яловичину, птицю, а також делікатеси — газелей, мишей і сарану. Значне місце в господарстві займали риболовля та заготівля риби через сушіння, соління і копчення. Вівці й кози були цінні не лише як джерело харчів, а й завдяки вовні й шерсті. До винайдення ножиць вовну не стригли, а вичісували. Стандарти з Ура (бл. 2600 р. до н.е.) демонструють, що вже тоді тварин цілеспрямовано розводили для отримання довгої вовни.

### Тваринництво

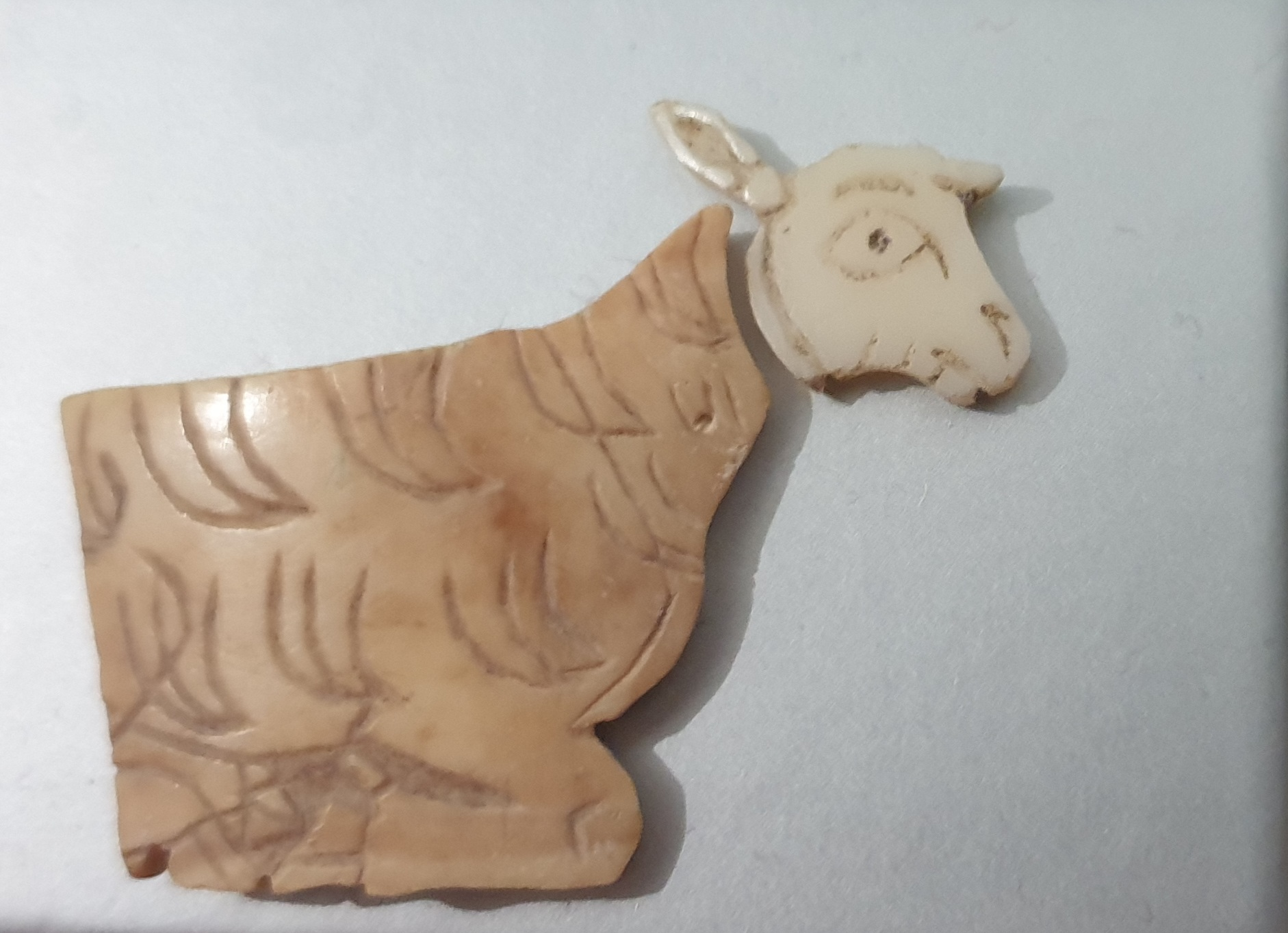
Шумерська група з двох окремих фрагментів інкрустації з мушель, що утворюють тіло та голову вівці. Приблизно 27-24 століття до нашої ери.

Тваринництво було невід’ємною частиною господарства: розводили худобу (велику рогату – биків, волів і корів; і велику отару – овець, кіз) для м’яса, молока, шкіри та вовни. Також використовували молоко кіз і корів для виготовлення масла. М’ясо вживалося переважно заможними верствами — це була розкіш, доступна не кожному. Їли баранину, козлятину, яловичину, птицю, а також делікатеси — газелей, мишей і сарану. Вівці й кози були цінні не лише як джерело харчів, а й завдяки вовні й шерсті. До винайдення ножиць вовну не стригли, а вичісували. Стандарти з Ура (бл. 2600 р. до н.е.) демонструють, що вже тоді тварин цілеспрямовано розводили для отримання довгої вовни. Для перевезення вантажів і розорювання полів використовували ослів і бичачу тяглову силу: бик був головною робочою тягловою твариною, а осел – основним  транспортом. Коні в Шумері з’явилися лише в пізніші часи, імовірно з півдня. Таким чином, аграрна діяльність («землеробство і скотарство») лежала в основі шумерської економіки і забезпечувала ресурсну базу для інших секторів.

## Ремесла та виробництво

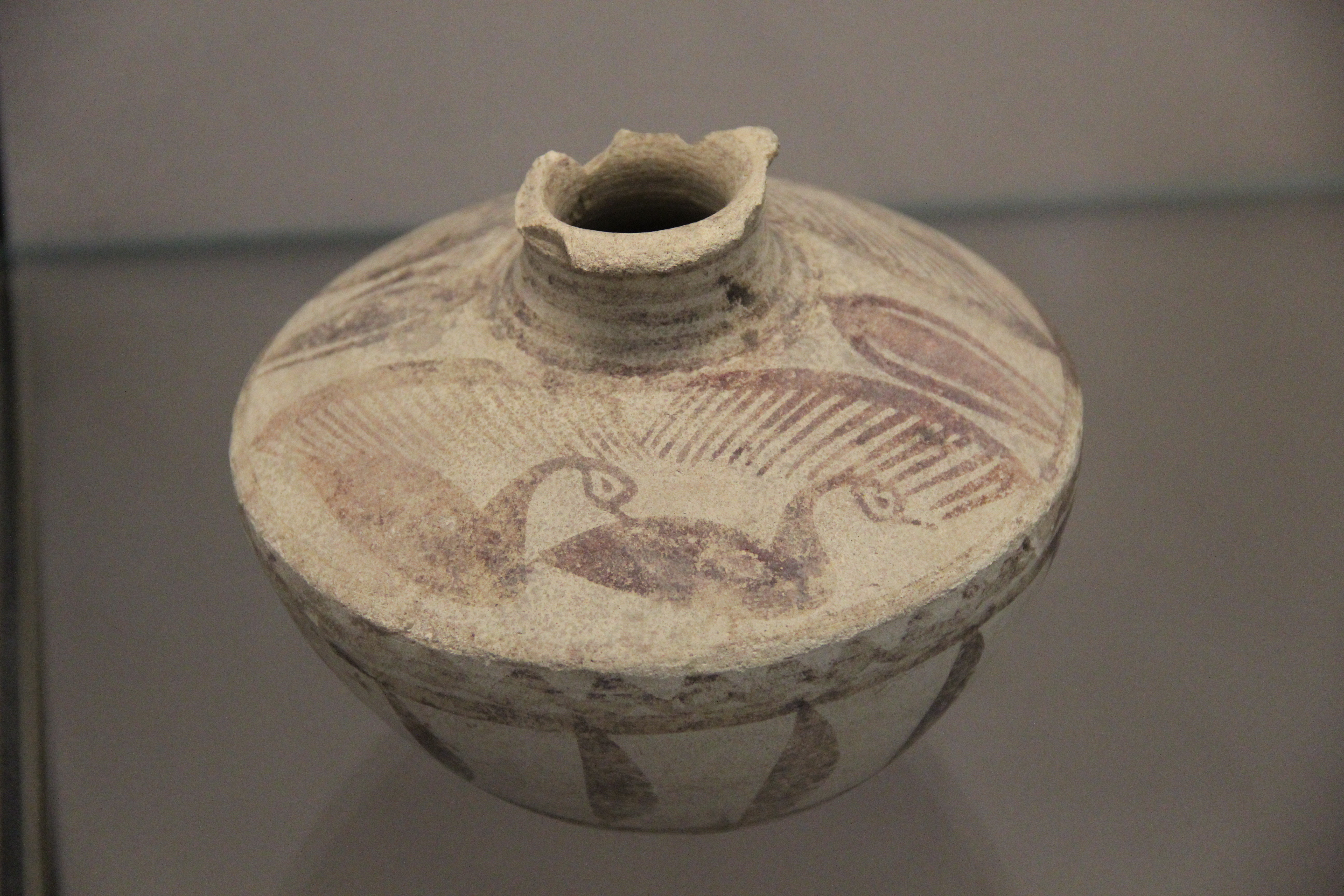
Шумерські гончарні вироби. Галерея Стародавнього Близького Сходу, Музей Лувр, Париж, Франція.

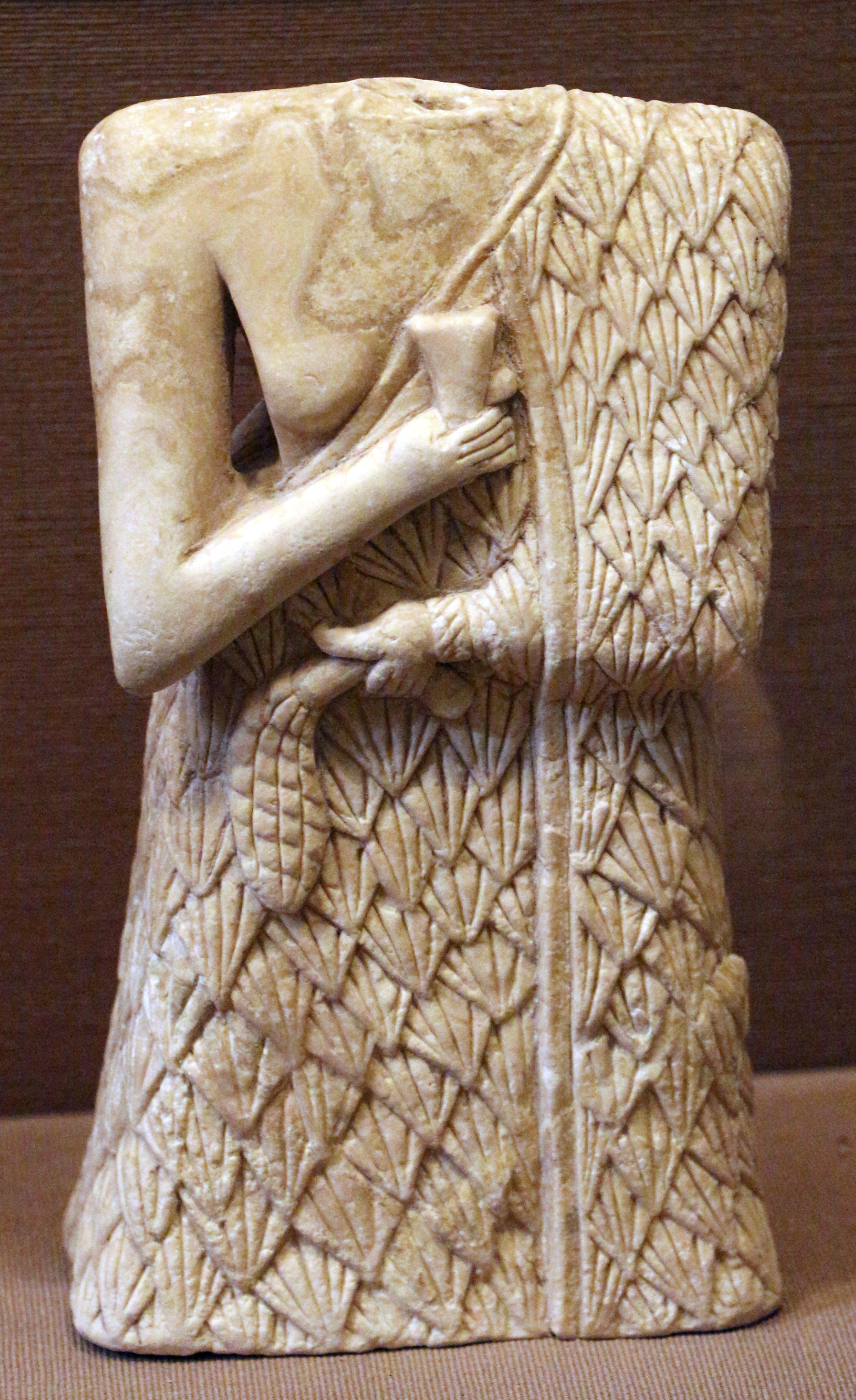
Жіноча статуетка з чашею та браслетом, Хафаджа, 2650-2550 рр. до н. е.

Поряд із сільським господарством у шумерській економіці важливе місце займали ремесла і виробничі галузі. Ремісниче виробництво було організоване як у формі дрібних приватних майстерень, так і у великих централізованих господарствах, контрольованих храмами й царською адміністрацією. Ремісники часто працювали в межах палацових або храмових комплексів, отримуючи натуральну оплату за свою працю або частку від виробленого продукту.

### Гончарство
Шумери винайшли та широко використовували технологію гончарства. Саме в південному Межиріччі вперше з’являється гончарне колесо — винахід, що започаткував масове й стандартизоване виробництво кераміки (датується приблизно 3500–3200 рр. до н.е.). Завдяки цьому технологічному прориву зросла продуктивність праці та якість виробів. Археологічні знахідки в Урі, Лагаші, Ерідy, Уммі свідчать про велику різноманітність гончарної продукції: це зокрема амфори, чаші, глечики, миски, контейнери для зберігання зерна й рідини, а також фігурки людей і тварин, дитячі іграшки й численні циліндричні печатки. Часто гончарні вироби фарбували, щоб зробити їх привабливішими.

### Текстильне виробництво
Текстильна індустрія відігравала ключову роль у економіці Шумеру. В ранньому періоді (до середини III тис. до н.е.) домінував льон, проте з часом перевагу здобула вовна, що була легшою у виробництві, краще зберігалась і мала ширший спектр використання. До періоду III династії Ура (бл. 2112–2004 рр. до н.е.) частка лляного текстилю становила менш як 10% — більшість тканин виготовляли з вовни, яка надходила з великих храмових отар овець. З'являються масштабні ткацькі майстерні з десятками і навіть сотнями спеціалізованих працівників: прядильниць, ткачів, фарбарів та швачок.
Шумери виробляли різноманітний текстиль: одяг (туніки, головні убори), килими, мішки, покривала й навіть ритуальні тканини для храмів. Лляні вироби залишались предметом розкоші, доступним переважно елітам. Їх імпортували або виготовляли у малих кількостях в межах окремих майстерень.

### Металургія

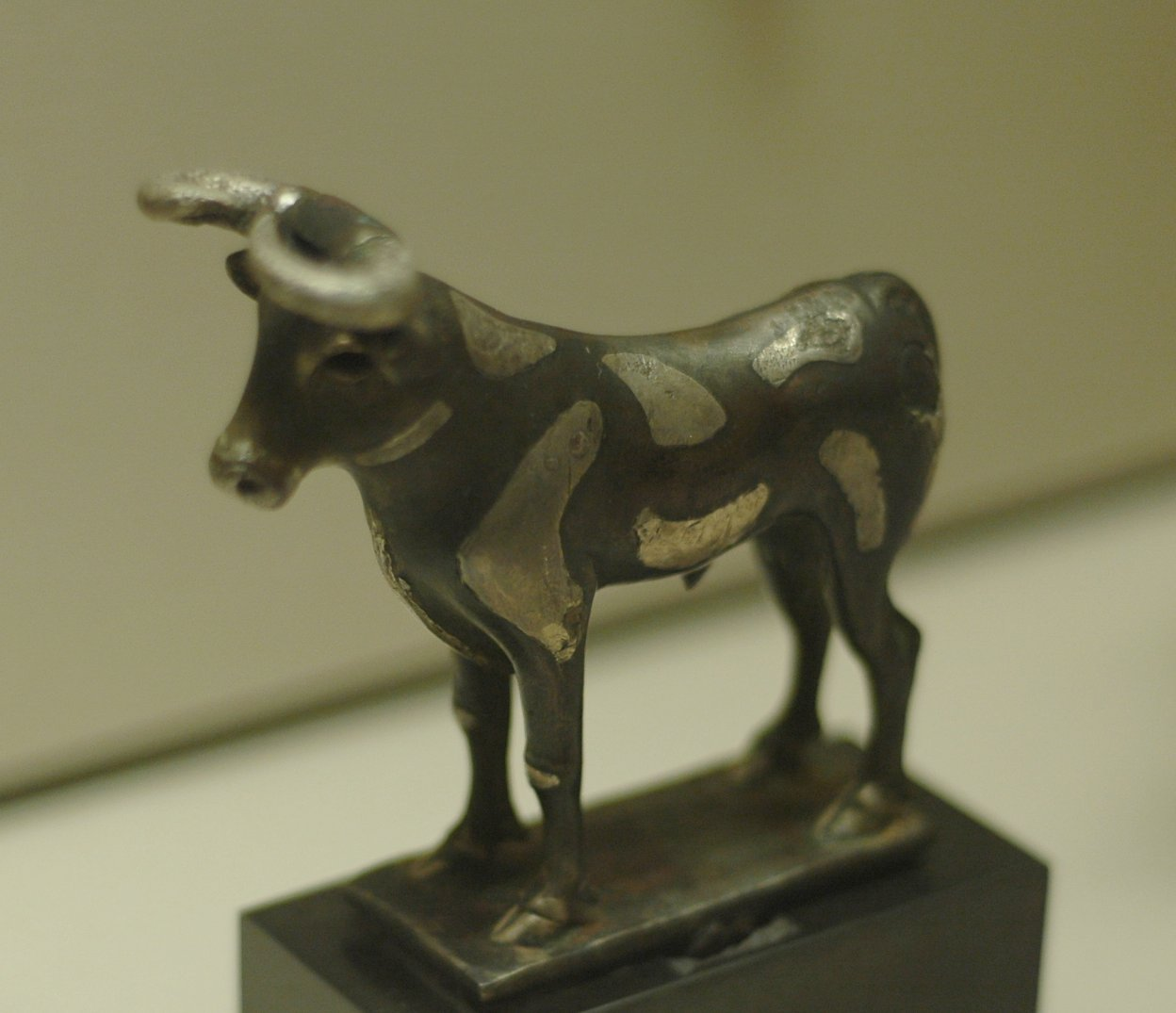
Статуетка бика, бронза, інкрустована сріблом. Рання III династія, Месопотамія.
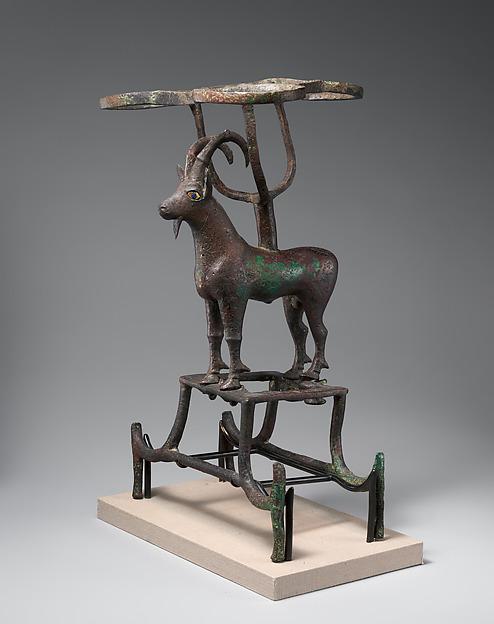
Підставка для посудини у формі козерога. Мідний сплав з інкрустацією з перламутру та лазуриту.
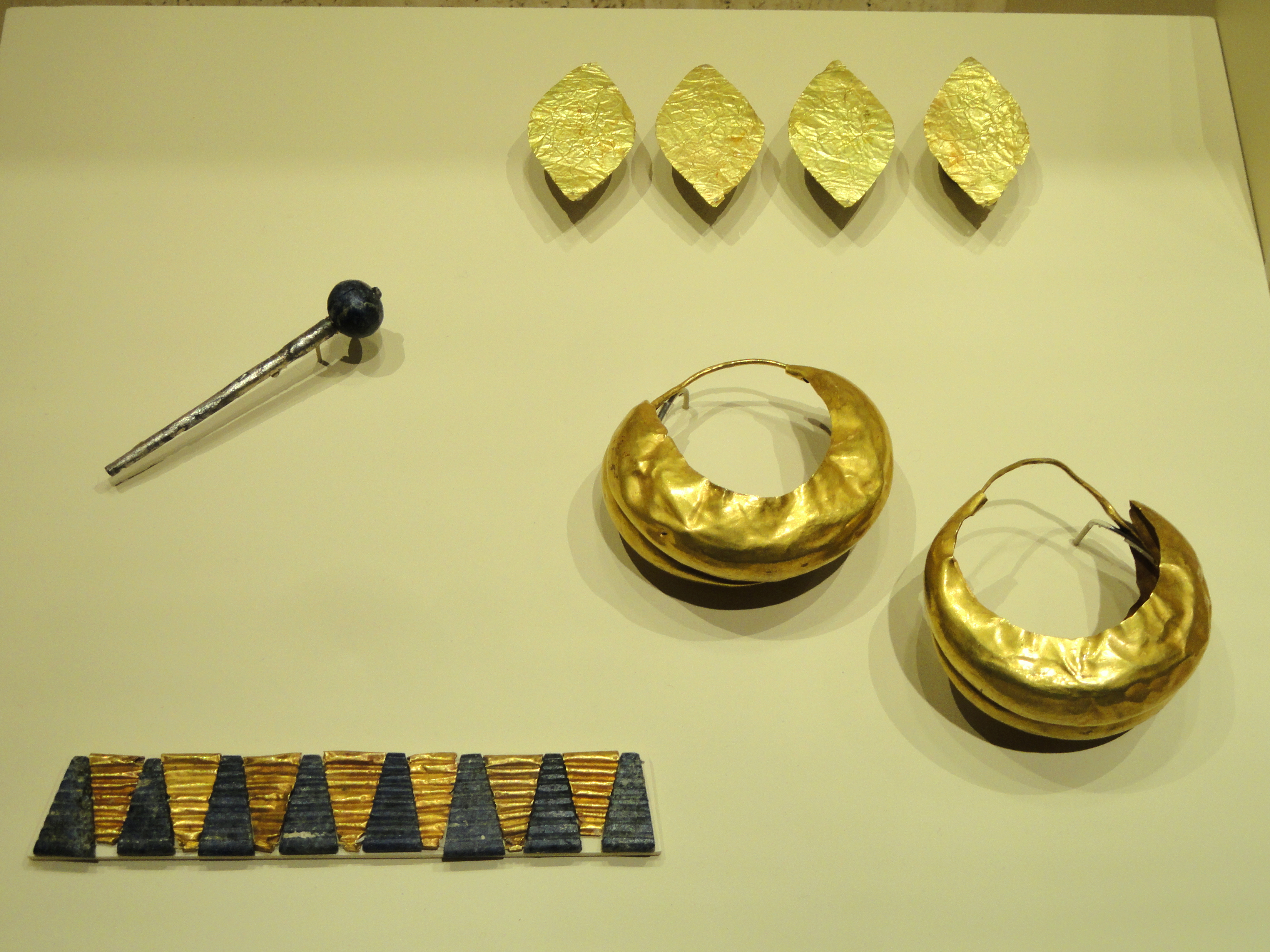
Золоті предмети з Королівського кладовища в Урі.
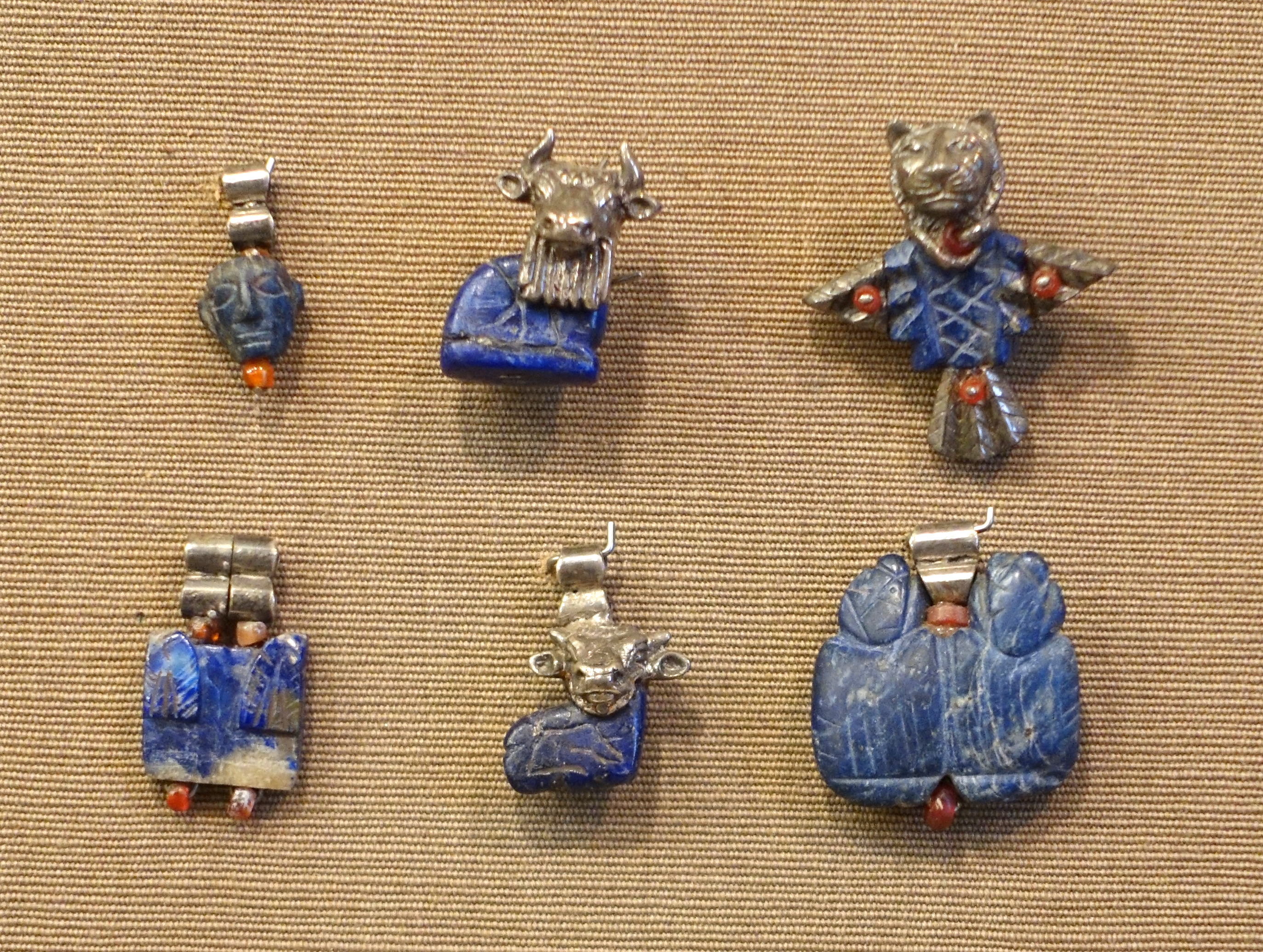
Підвіски у формі тварин із золота, лазуриту та сердоліку з Ешнунни.
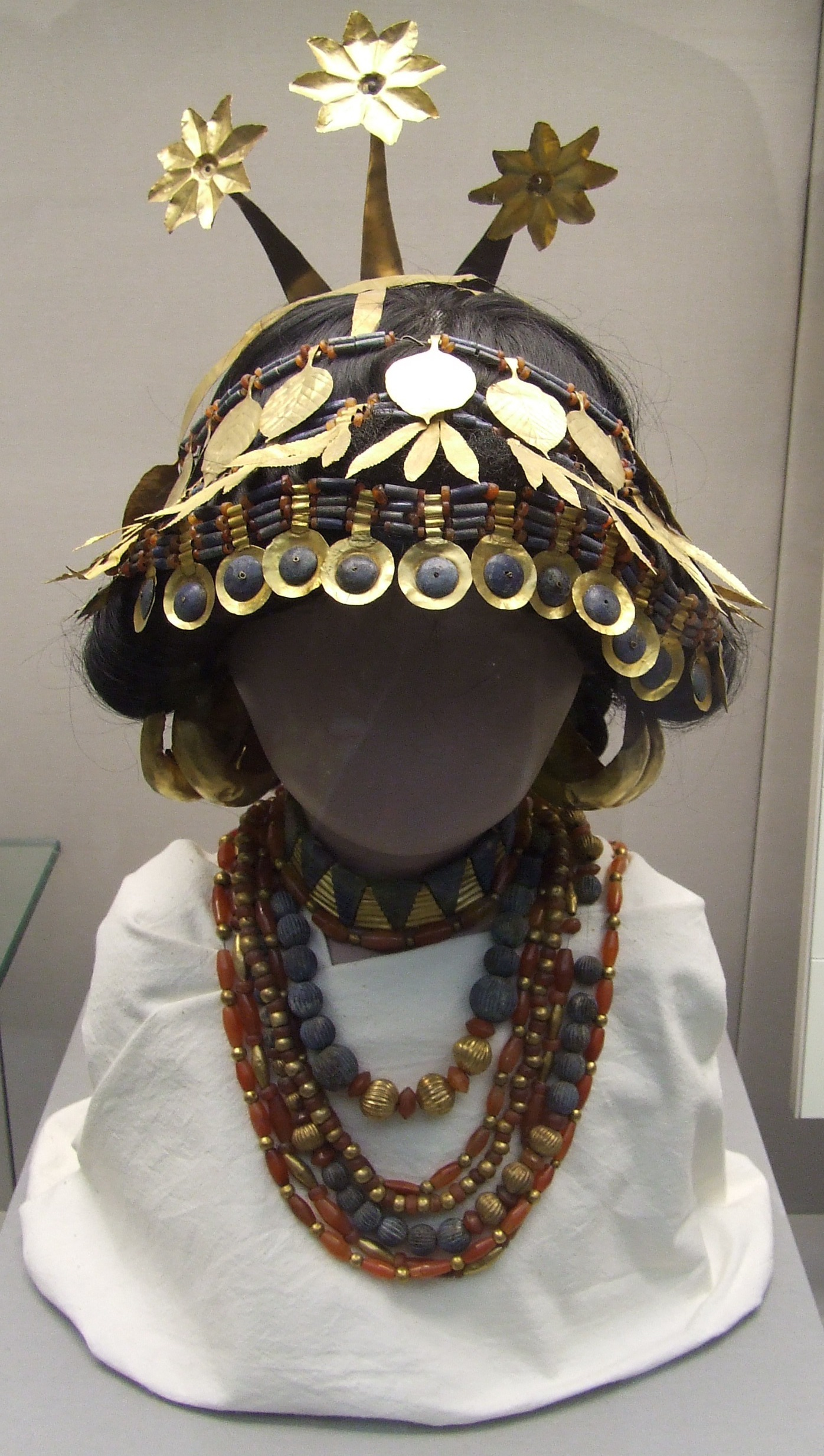
Реконструйований головний убір «пуабі», знайдений на Королівському кладовищі в Урі.

Металургія була високорозвиненою галуззю шумерського господарства. Мідь використовувалась у Південній Месопотамії ще з середини IV тис. до н.е., а з другої половини III тис. до н.е. з’являються перші зразки бронзи — сплаву міді з оловом, яке, ймовірно, імпортували з території сучасного Ірану або Центральної Анатолії. У текстах згадуються горни, де для плавки використовували спеціальні флюси, а повітря нагнітали за допомогою міхів і заслінок.
Ремісниче виробництво металів було глибоко спеціалізованим. Існували загальні ковалi (𒌣; шумер. simug), фахівці з міді (𒌣𒍏; шумер. simug urudu), бронзники  (𒌣𒌓𒅗𒁇; шумер. simug zabar), зброярі, виробники наконечників стріл і лез (𒁾𒉄; шумер. tibira), а також ювеліри. Майстерні були організовані переважно при храмах і палацах, проте деякі ремісники працювали незалежно. Металічні вироби — зокрема прикраси, зброя, інструменти, посуд — експортували до Еламу, Сирії, Анатолії, Леванту та навіть Єгипту, що засвідчує широкі торгові зв’язки.

### Інші види мистецтва

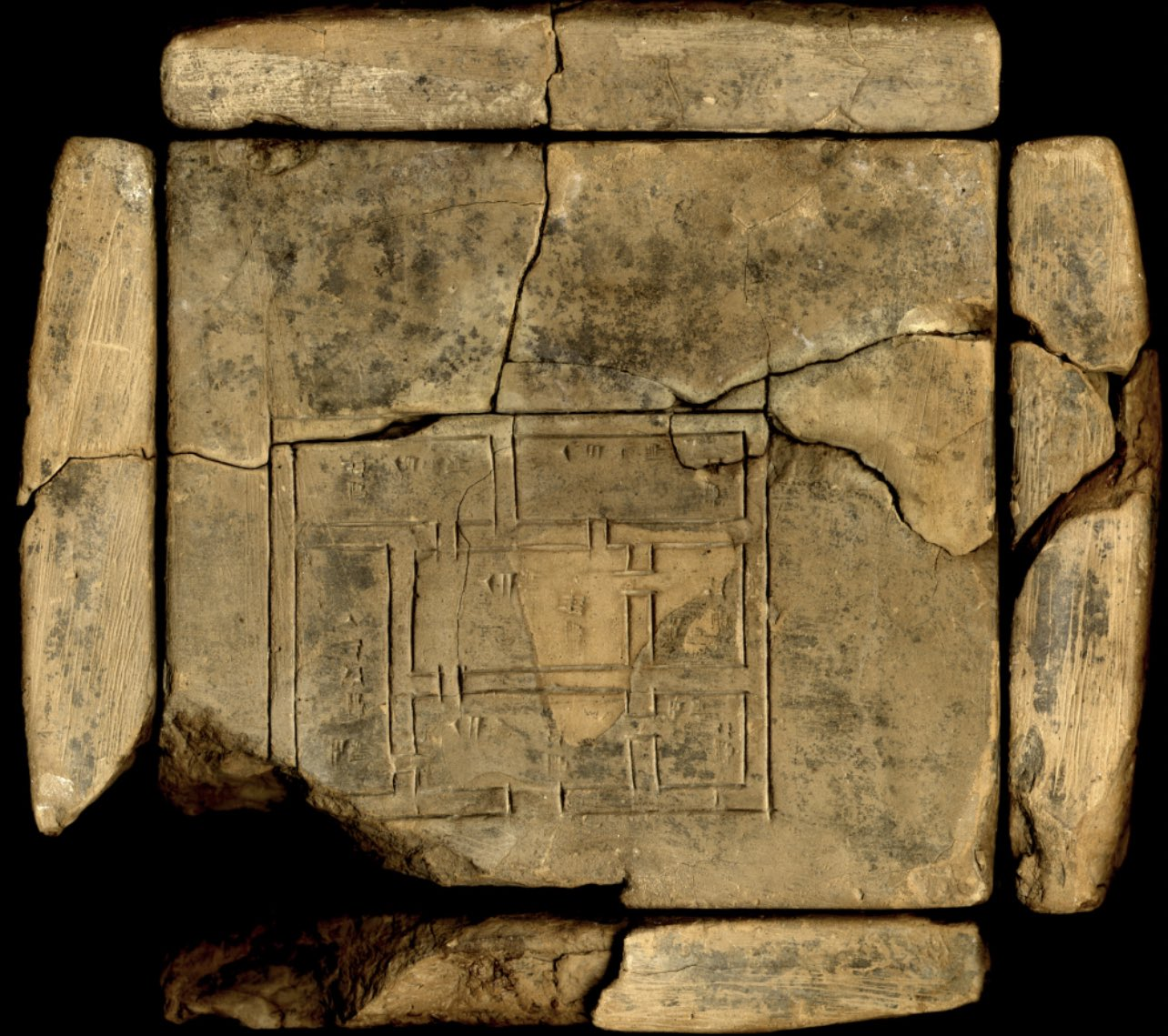
Глиняна табличка з планом будинку з Умми, період Ур III (близько 2100–2000 рр. до н. е.).

До інших важливих галузей виробництва належали:
- Шкіряне виробництво — виготовлення сандаль, сумок, ременів, бурдюків і бойових обладунків. Сировиною служили шкури овець, кіз, великої рогатої худоби.
- Корзиноплетіння — плели кошики, мішки, ящики для транспортування зерна і рідини. Часто використовували очерет і фінікове волокно.
- Деревообробка — з огляду на брак лісів у південному Межиріччі деревину (зокрема кедр, кипарис, дуб) імпортували з Загросу і Леванту. З дерева виготовляли меблі, двері, човни, інструменти.
- Будівництво — основним матеріалом була необпалена або обпалена глиняна цегла. Будівельники створювали як звичайні житла, так і складні архітектурні об’єкти: храми (зикурати), мури, канали.

Всі ці ремесла підтримували й забезпечували економічну самодостатність шумерських міст-держав. Особливо важливу роль у виробничій системі відігравали храмові господарства, які мали власних фахівців, сировинну базу і розгалужену мережу обміну продукцією.

## Торгівля
Торгівля була однією з ключових складових шумерської економіки, що забезпечувала міста-держави необхідними ресурсами, яких бракувало в природному середовищі південного Межиріччя. Систематичний обмін товарами, як у межах Шумеру, так і за його межами, сприяв економічній спеціалізації, зростанню урбанізації та інтеграції з іншими культурами стародавнього Сходу.

### Внутрішня торгівля

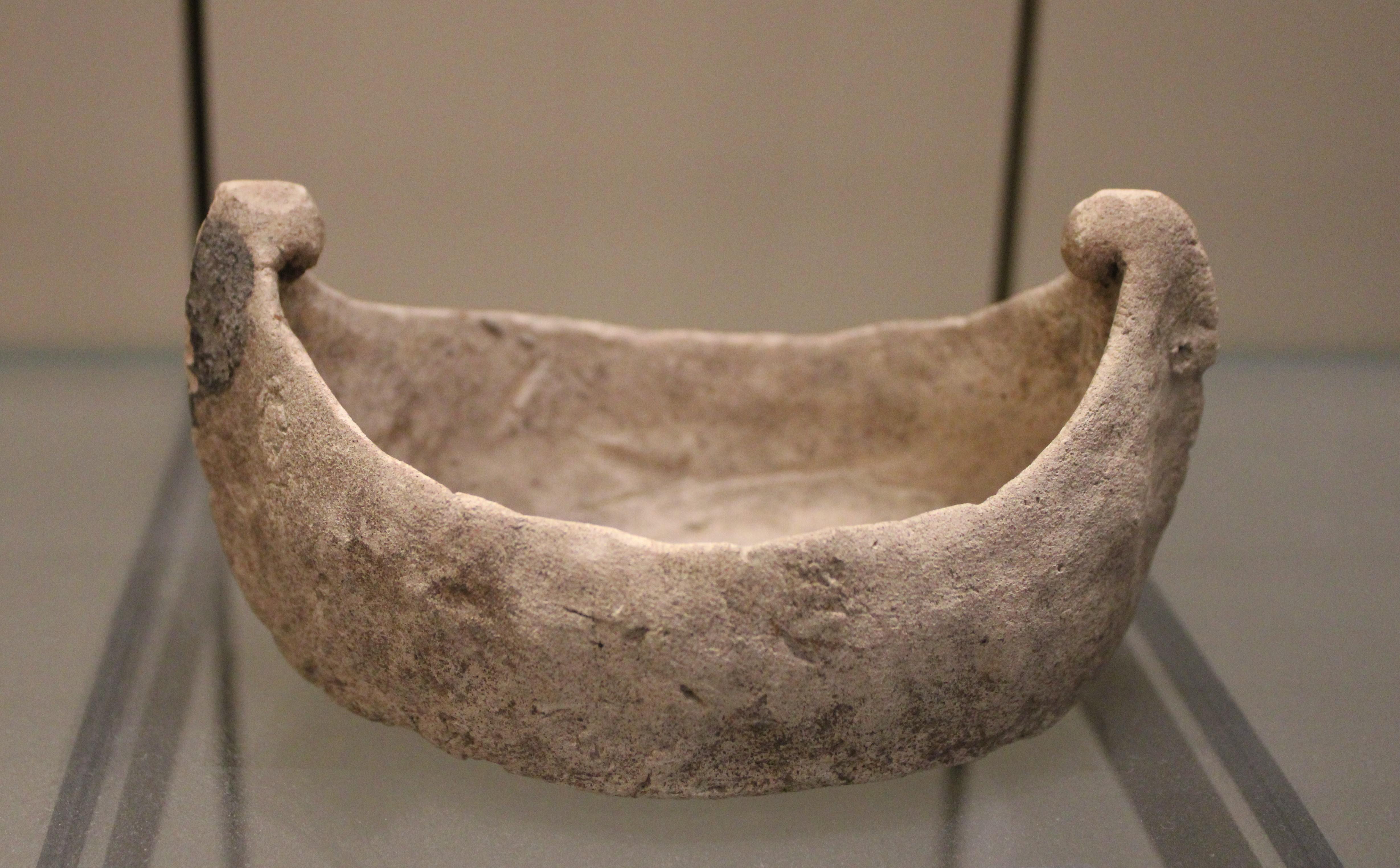
Модель теракотового човна. Гірсу, неошумерський період (бл. 2250-2000 рр. до н. е.).

Річкова система Євфрату й Тигру, а також мережа штучних каналів дозволяли ефективно переміщати товари між шумерськими містами. Водний транспорт відігравав провідну роль: модель човна доби Джемдет-Наср (бл. 3000 р. до н.е.), знайдена в Урі, засвідчує широке використання човнів у господарських цілях. Крім водних шляхів, активно використовувались сухопутні каравани — особливо для доставки товарів у віддалені регіони. Купці, яких часто фінансували або направляли храмові установи чи палаци, перевозили продукти сільського господарства (ячмінь, пшеницю), текстиль (вовняні тканини), вироби з металу, ремісничу продукцію, а також сировину (дерево, камінь, шкіру).
Внутрішній ринок був тісно пов’язаний із системою перерозподілу продукції через храмові та царські господарства. Міста часто обмінювались ресурсами відповідно до їхньої спеціалізації — наприклад, Лагаш, відомий текстилем, міг постачати вовняні тканини в обмін на зерно з Уру.

### Зовнішня торгівля

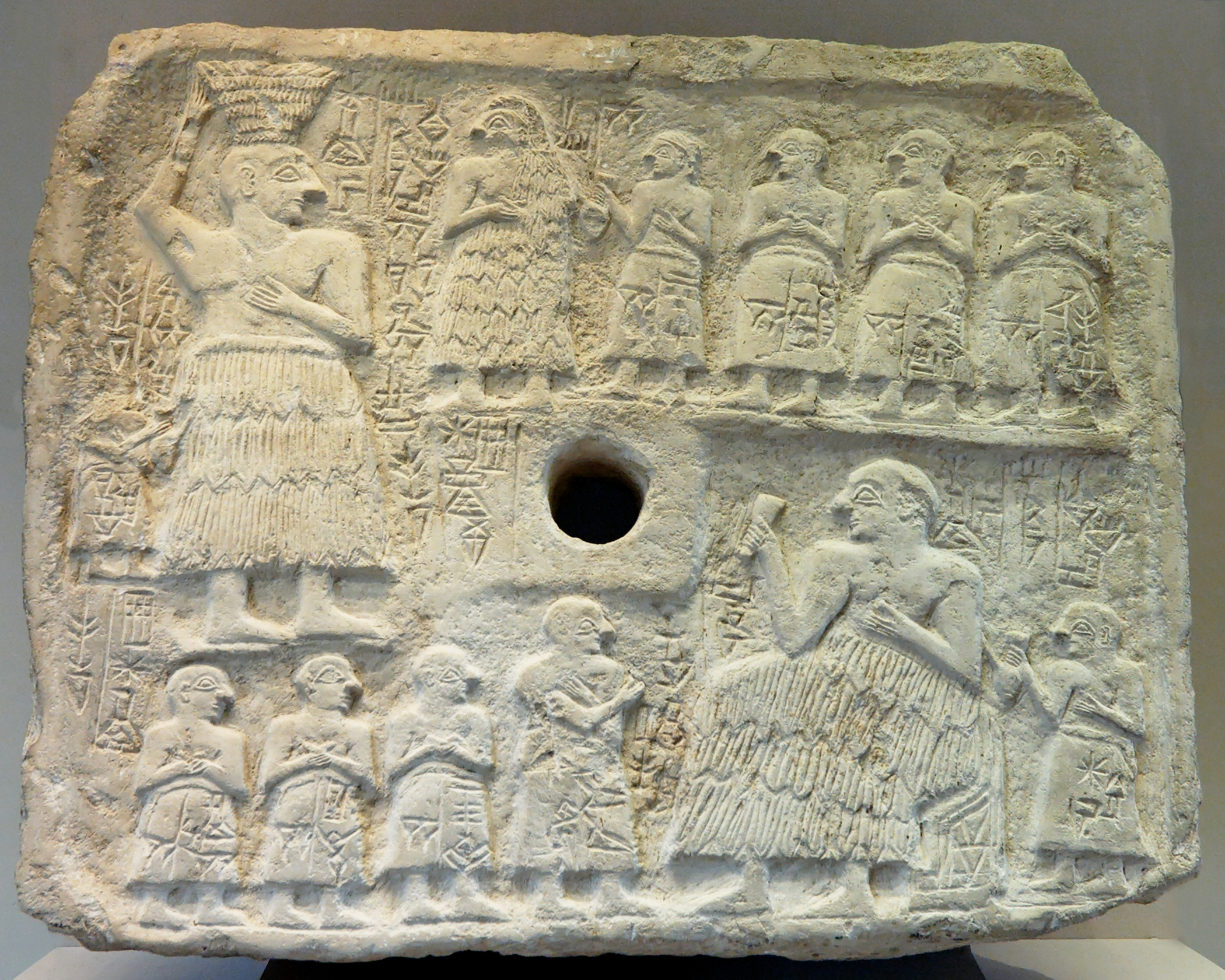
Барильєф Ур-Нанше, царя Лагаша: один з написів говорить: «човни з (далекої) землі Дільмун везли деревину (для нього)», що є найдавнішим відомим письмовим документом про Ділмуна та імпорт товарів до Месопотамії.

Зовнішня торгівля Шумеру почала набирати значного розмаху вже в період династії Гудеа (бл. 2144–2124 рр. до н.е.) і надалі тільки посилювалася. Морське узбережжя на півдні — з виходом до Перської затоки — перетворило шумерські порти (особливо міста Лагаш, Урук і Умма) на стратегічні центри транзиту. Шумери торгували з низкою культур і регіонів:
- Анатолія: постачала золото, срібло, свинець, лазурит і рабів;
- Ліван: був основним джерелом кедрового дерева — цінного будівельного матеріалу, недоступного в самому Шумері;
- Загрос і Елам: забезпечували міддю, напівдорогоцінним камінням (особливо діоритом, хлоритом), худобою та деревиною;
- Дільмун (сучасний Бахрейн): важливий транзитний пункт для товарів з південної Персії й Індії, а також постачальник деревини, фініків, можливо — перлів;
- Маган і Мелухха: Маган (ймовірно сучасний Оман) був джерелом міді, а Мелухха, з якою ідентифікують Індську цивілізацію (Хараппу), — екзотичних товарів, таких як слонова кістка, чорні породи дерева, спеції та мушлі.

Експортними товарами Шумеру були зерно, вовняні тканини, ремісничі вироби, метали (передусім бронзові знаряддя), циліндричні печатки й ювелірні прикраси. Особливу роль відігравав обмін цінних металів — срібла у формі злитків або вагових одиниць на сировину, продовольство чи елітні товари (наприклад, кедрові дошки або олії для храмів). У месопотамських текстах згадується термін tamkārum (𒁮𒃼; шумер. damgar) — торговельний агент або посередник, який міг подорожувати з товаром або діяти від імені храму чи міста.

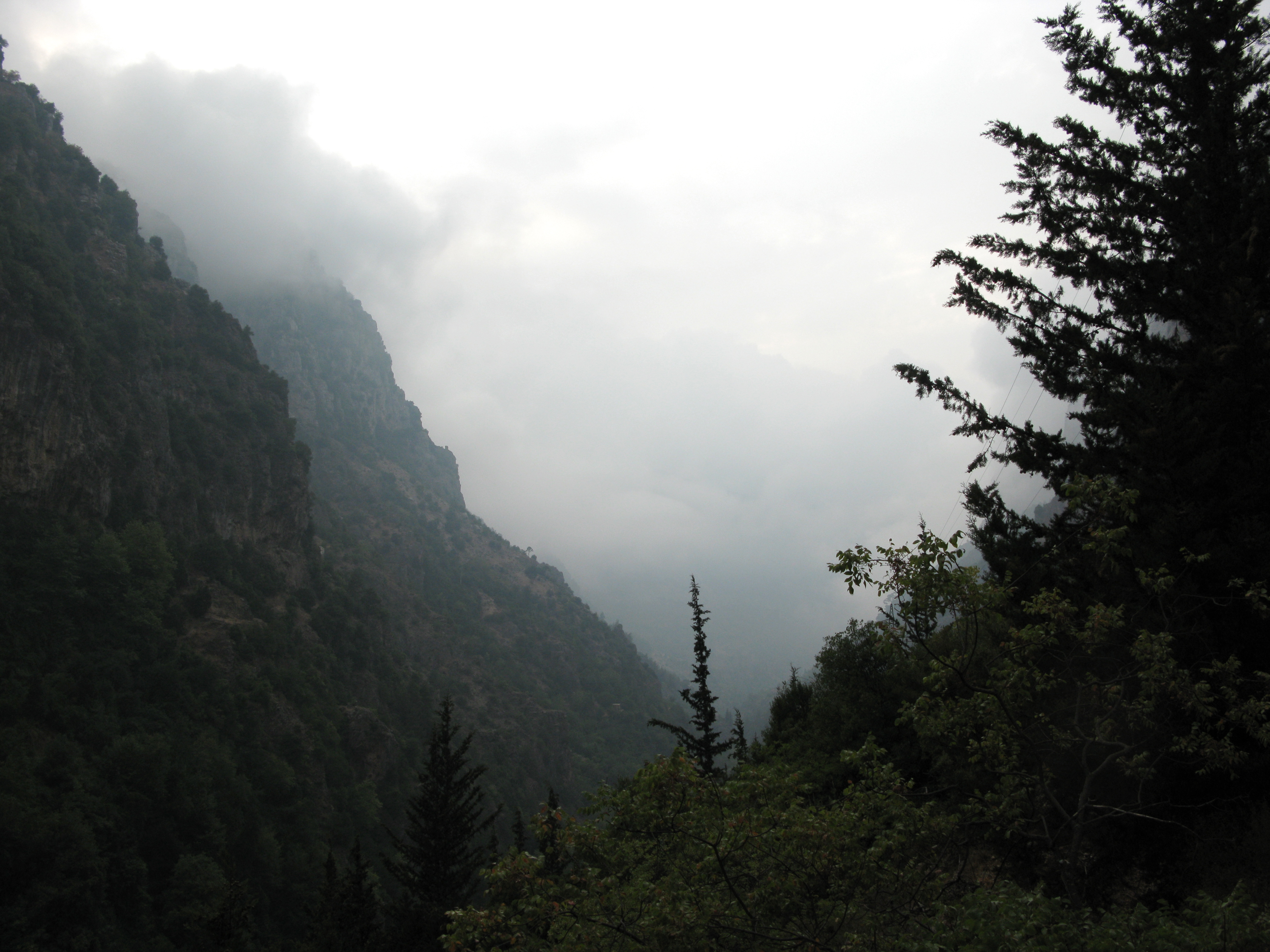
Вид на долину Кадіша в хмарах, Ліван.

### Торгівельна інфраструктура і облік
Торгівля, як внутрішня, так і зовнішня, ретельно фіксувалась у клинописних текстах: на глиняних табличках містяться рахунки, інвентарі, боргові зобов’язання, відомості про товарообіг. Система ваг і мір була стандартизована: вага срібла або зерна часто визначала еквівалент цінності товарів. У палацах і храмах діяли централізовані сховища для імпортних ресурсів (наприклад, склади кедру чи міді), що перерозподілялись відповідно до державних або релігійних потреб.
Торгівля забезпечила шумерські міста можливістю підтримувати високий рівень урбанізації, ремесел та культури в умовах природних обмежень їхнього середовища. Через свою торгівельну активність Шумер став першим великим економічним хабом стародавнього Близького Сходу.

## Адміністративна економіка та державний сектор

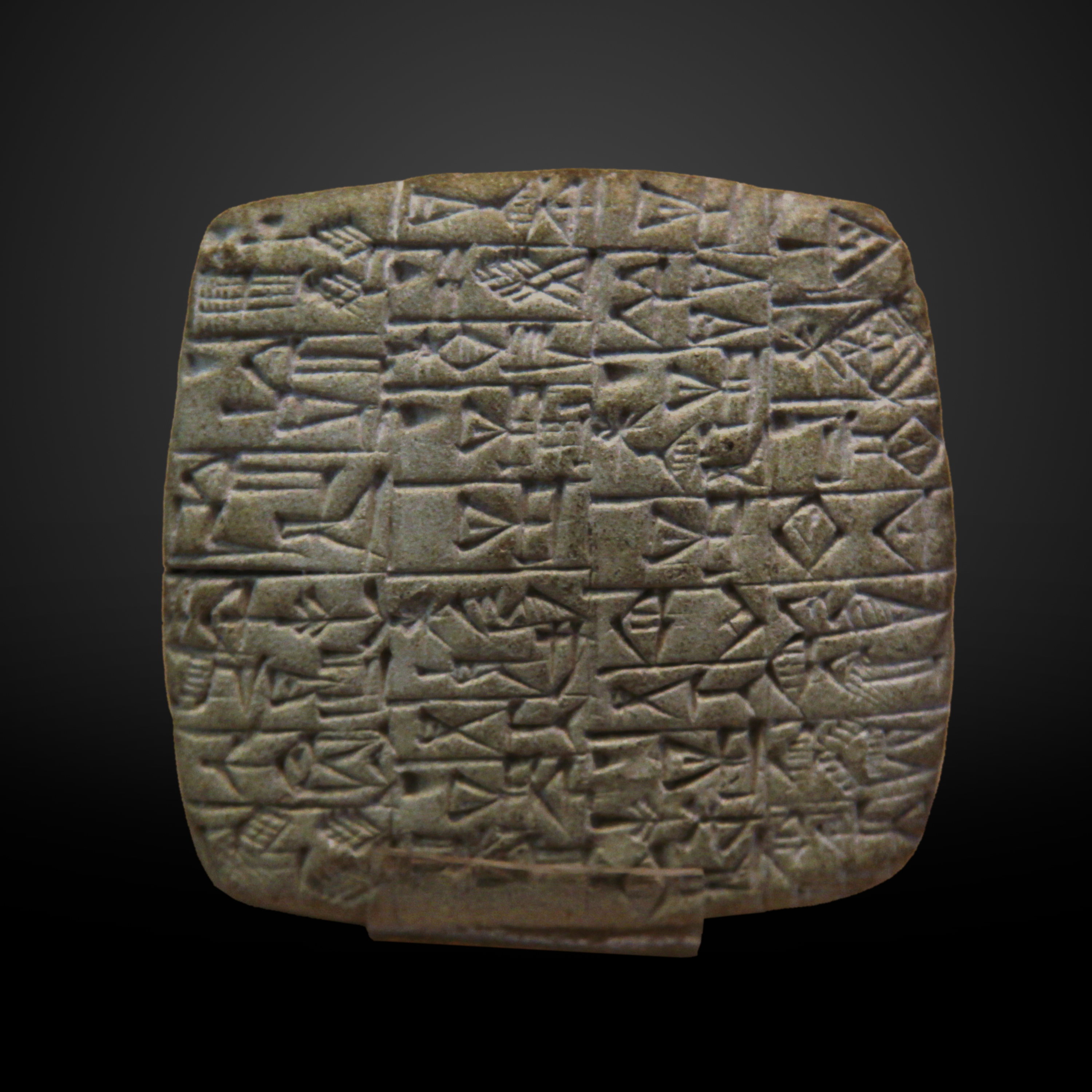
Архаїчна шумерська табличка: купівельний договір раба-чоловіка та будинку в місті Шуруппак. Близько 2600 р. до н. е.

Шумерські міські держави мали централізовану адміністрацію храмово-палацових комплексів, яка контролювала економічне життя. Храми богів та царські палаци володіли обширними земельними ділянками, що надавалися в тимчасове користування залежним селянам, ремісникам та іншим службовцям за роботу на цих землях. Управа храмів і палаців мала сотні чиновників та писарів, які вели облік врожаю, скотарства і чисельності робочих. Розподіл продуктів і матеріалів здійснювався згідно з планами, записаними на глиняних табличках, та внутрішньою системою розподілу (надання пайків, зерна, вовни тощо).
Попри сильну роль храмів, у Шумері існувала приватна власність і ринкові елементи: як вказує Крамер, зустрічаються численні документи про приватні продажі полів і будинків. Частина економіки була «ведена від імені божества» – церемоніальні блага, одяг священиків тощо, але від III тисячоліття до н.е. взаємовідносини між храмом, родиною і громадою регулювалися договорами і законами. У режимах 3-ї династії Ура центральний уряд намагався оптимізувати державні доходи: запроваджувалися обов’язкові податки (корвée) на працю та продукцію селян, а також різноманітні повинності на користь державних сховищ і будівництва.

## Податкова система та облік
У період III династії Ура (XXII–XXI ст. до н.е.) в Шумері була впроваджена система оподаткування, відома як «бала» (𒁄; шумер. bala — «обмін» або «черга»; також використовувалося на позначення певного періоду). Ця система передбачала регулярні внески від усіх виробників — зерна, худоби, ремісничих виробів — для забезпечення потреб царського двору, адміністрації, армії, храмів та громадських робіт, таких як будівництво іригаційних систем. Кожна провінція або місто-держава зобов'язувалася постачати певні товари відповідно до своєї спеціалізації та виробничих можливостей.
Окрім основного податку, скотарі з підкорених територій сплачували додатковий податок, відомий як «гунмада» (𒄘; шумер. gun — «податок» та 𒈠𒁕; шумер. mada — «земельний»). Ці податкові надходження забезпечували утримання приблизно півмільйона осіб, які не були безпосередньо залучені до виробництва .

## Грошова система та обмін

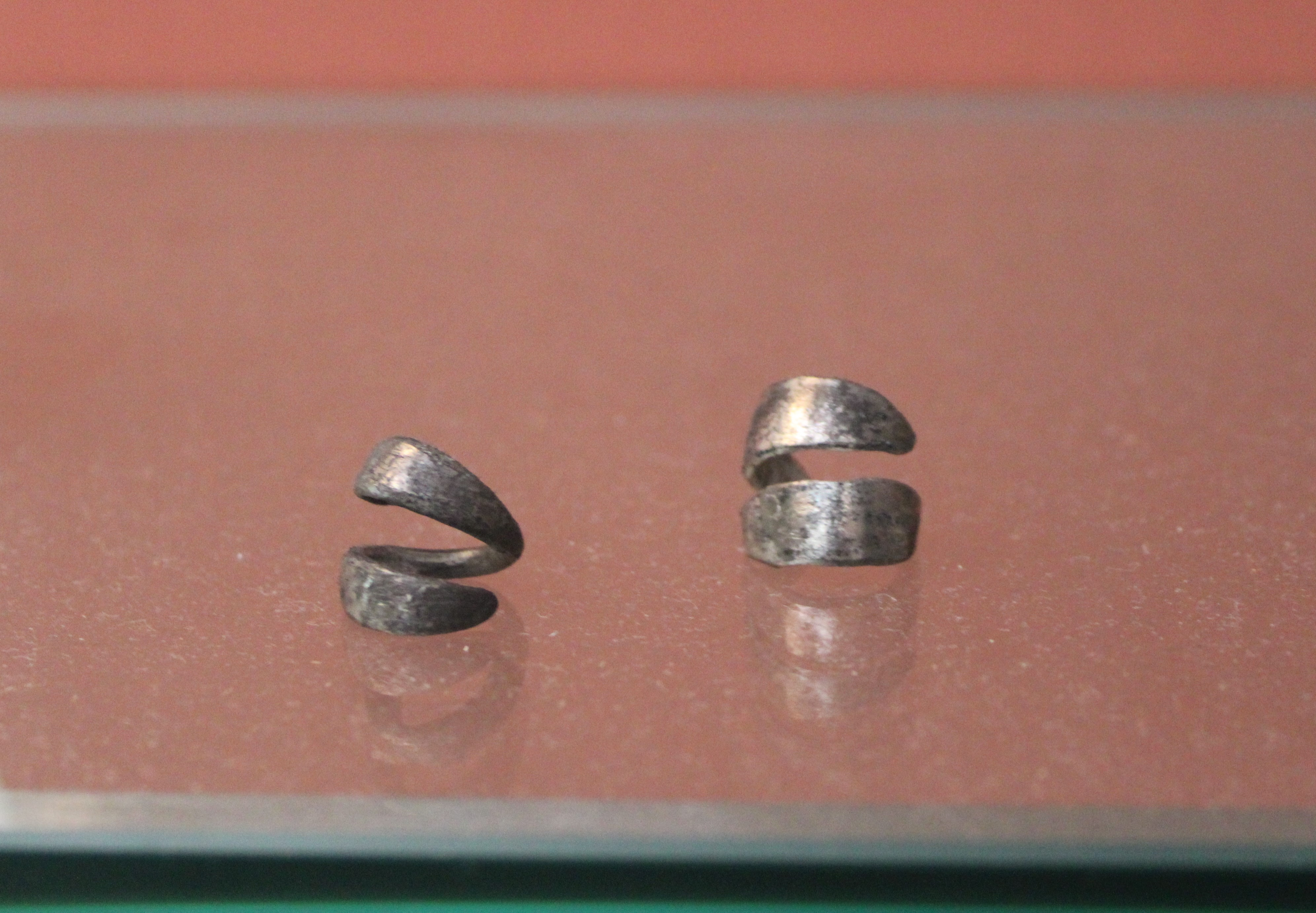
Два срібні кільця, що використовувалися як валюта в Стародавній Месопотамії, за вагою.

У шумерів не існувало монетної грошової системи, проте для обміну використовували срібло як універсальний еквівалент. Основною мірою багатства був зерновий еквівалент: зерно та інші продукти часто згадуються як натуральна платня за роботу чи повинність. При цьому в урбанізованих ринкових операціях застосовувалися срібні ваги як загальні одиниці вартості. Наприклад, крамарі продавали тканини чи меблі за контракти, записані в срібних гривнях, а значна частина ринкових угод фіксувалась у «міжнародній валюті» — стандартизованих срібних дисках або кільцях.
Таким чином, формувався перший «валютний» стандарт: шумерські бухгалтерські норми зазвичай переводили товари й працю у монетизований еквівалент (срібло) для спрощення взаєморозрахунків. Натуральний обмін (зерно на тканину, худобу на дари храму тощо) доповнювався такими срібними коефіцієнтами обміну.